# Fred Astaire
Fred Astaire (født Frederick Austerlitz; 10. maj 1899 i Omaha, Nebraska, død 22. juni 1987) var en amerikansk danser, sanger og skuespiller. Hans karriere spandt over 76 år, hvor han blandt andet nåede at indspille 31 filmmusicals. Han er i særdeleshed kendt for sit makkerskab med Ginger Rogers, som han indspillede 10 film sammen med. På American Film Institute's liste fra 1999 over de 100 største mandlige stjerner i 100 år blev han nævnt som nr. 5.
Da Fred Astaires far blev arbejdsløs flyttede familien til New York City for at give familiens børn muligheden for et gennembrud indenfor showbiz. Søsteren Adele optrådte ligeledes i en tidlige alder, og Frederick og Adele skiftede allerede i 1905 efternavn til Astaire, under hvilket efternavn de sammen optrådte på forskellige scener i New York City og New Jersey. Kort efter lykkedes det faderen at opnå kontrakt på en lang række optrædener over hele USA. Turnelivet blev imidlertid delvist indstillet i Fred og Adeles teenageår.
Samarbejdet med Adele blev genoptaget i 1917, hvor søskendeparret optrådte ved en lang række shows og musicals på Broadway og i London. Samarbejdet med Adele varede ved indtil 1931, hvor parret drog til Hollywood med henblik på at opnå en filmkarriere. Det lykkedes imidlertid ikke parret at få en filmkontrakt, og Fred og Adele afbrød kort efter samarbejdet.
Fred Astaire fortsatte herefter sin karriere med teatermusicials, men modtog enkelte tilbud fra filmstudier i Hollywood. I 1933 skrev han kontrakt med RKO Pictures, der dog ikke selv ønskede at gøre brug af Astaire. I stedet blev han udlånt til Metro-Goldwyn-Mayer, der samme år gav filmdebut til Astaire i filmmusicalen Den dansende Venus (originaltitel: Dancing Lady). I sin første film for RKO Pictures, Fly Down to Rio, spillede Astaire sammen med den da etablerede stjerne Ginger Rogers og opnåede fine anmeldelser for sin rolle i filmen, der blev en stor succes.
Han indspillede herefter i 1930'erne en lang række film for RKO Pictures, de fleste sammen med Ginger Rogers, blandt andet The Gay Divorce 1934, Roberta 1935, Top hat 1935, Swing Time 1936, Shall We Dance 1937 og Carefree 1938. Tiden med RKO Pictures etablerede Fred Astaire som en af de største stjerner i Hollywood primært i kraft af sine evner som danser og stepdanser. Han brød siden med RKO Pictures, men indspillede fortsat film, blandt andet for Metro-Goldwyn-Mayer.
I 1946 lavede han filmen Blue Skies, hvor han sang sangen "Puttin' on the Ritz", der oprindeligt var skrevet af Irving Berlin i 1927.
Fred Astaire har gennem sin karriere vundet en lang række priser (herunder flere Emmys og Golden Globe Awards), men har aldrig vundet en Oscar på trods af sin lange karriere. Han blev dog nomineret til en Oscar for bedste mandlige birolle for sin medvirken i Det tårnhøje helvede fra 1974.

## Eksterne links
- Wikimedia Commons har flere filer relateret til Fred Astaire

- Fred Astaire på Internet Movie Database (engelsk)
- Fred Astaire på Filmdatabasen
- Fred Astaire på Scope
- Fred Astaire på Svensk Filmdatabas (svensk)
- Fred Astaire på AlloCiné (fransk)
- Fred Astaire på AllMovie (engelsk)
- Fred Astaire på Turner Classic Movies (engelsk)
- Fred Astaire på Rotten Tomatoes (engelsk)
- Fred Astaire på The Movie Database (engelsk)
- Fred Astaire på Internet Broadway Database (engelsk)
- Fred Astaire på Internet Broadway Database (engelsk)
- Fred Astaire på Internet Broadway Database (engelsk)
- Fred Astaire på TCM.com (Webside ikke længere tilgængelig)